# Europees kampioenschap bandstoten 1981-1982
Het Europees kampioenschap in de biljartdiscipline bandstoten in het seizoen 1981-1982 werd gespeeld van 14 t/m 17 januari 1982 in Emmeloord. Christ van der Smissen behaalde de titel. 

## Toernooi-format
Partijlengte 200 caramboles. Twee poules van 5. Halve competitie. Finalepoule met 4 spelers waarin de onderlinge resultaten werden meegenomen.

## Vieira of Vierat?
Tijdens het EK bandstoten van seizoen 1964-1965 eindigt de Portugees Egidio Vieira op de vijfde plaats. Ook in seizoen 1968-1969 neemt hij deel.

Daarna komt zijn naam niet meer voor in de uitslagen van het EK bandstoten. Deze editie wordt een Fransman met de naam Egidio Vierat zesde. 

Het is echter één en dezelfde persoon. Vieire is geëmigreerd naar Frankrijk en heeft de Franse nationaliteit aangenomen. Daar laat hij z'n achternaam wijzigen in Vierat.

## Eindstand
| EK Bandstoten 1981-1982 – Eindstand | EK Bandstoten 1981-1982 – Eindstand | EK Bandstoten 1981-1982 – Eindstand | EK Bandstoten 1981-1982 – Eindstand | EK Bandstoten 1981-1982 – Eindstand | EK Bandstoten 1981-1982 – Eindstand | EK Bandstoten 1981-1982 – Eindstand | EK Bandstoten 1981-1982 – Eindstand | EK Bandstoten 1981-1982 – Eindstand |
| RANG                                | SPELER                              | GESP                                | PP                                  | CAR                                 | BRT                                 | MOY                                 | PMOY                                | HS                                  |
| ----------------------------------- | ----------------------------------- | ----------------------------------- | ----------------------------------- | ----------------------------------- | ----------------------------------- | ----------------------------------- | ----------------------------------- | ----------------------------------- |
|                                     | Christ van der Smissen              | 7                                   | 13                                  |                                     |                                     | 10,93                               | 22,22                               | 89                                  |
|                                     | Ludo Dielis                         | 7                                   | 10                                  |                                     |                                     | 11,75                               | 33,33                               | 119                                 |
|                                     | Fonsy Grethen                       | 7                                   | 7                                   |                                     |                                     | 9,21                                | 10,00                               | 64                                  |
| 4                                   | Hans Vultink                        | 7                                   | 6                                   |                                     |                                     | 8,49                                | 14,28                               | 126                                 |
| 5                                   | Wolfgang Zenkner                    | 4                                   | 4                                   |                                     |                                     | 7,75                                | 8,00                                | 68                                  |
| 6                                   | Egidio Vierat                       | 4                                   | 4                                   |                                     |                                     | 7,63                                | 8,69                                | 67                                  |
| 7                                   | Javier Arenaza                      | 4                                   | 4                                   |                                     |                                     | 7,60                                | 11,76                               | 65                                  |
| 8                                   | Stany Buyle                         | 4                                   | 2                                   |                                     |                                     | 8,01                                | 10,52                               | 66                                  |
| 9                                   | Antonio Oddo                        | 4                                   | 2                                   |                                     |                                     | 5,40                                | 7,69                                | 42                                  |
| 10                                  | Gerhard Ralis                       | 4                                   | 0                                   |                                     |                                     | 3,62                                | geen                                | 25                                  |
| Totaal                              | Totaal                              | Totaal                              | Totaal                              | -                                   | -                                   | 8,25                                | 33,33                               | 126                                 |
|                                     |                                     |                                     |                                     |                                     |                                     |                                     |                                     |                                     |

Algiers 1949-1950 ·
Barcelona 1950-1951 ·
Madrid 1951-1952 ·
Valencia 1952-1953 ·
Saarbrücken 1953-1954 ·
Idar-Oberstein 1954-1955 ·
Lissabon 1955-1956 ·
Groningen 1956-1957 ·
Leuven 1957-1958 ·
Oberhausen 1958-1959 ·
Terrassa 1959-1960 ·
Lissabon 1962-1963 ·
Den Helder 1963-1964 ·
Montecatini Terme 1964-1965 ·
Krefeld 1965-1966 ·
Deurne 1966-1967 ·
Alghero 1968-1969 ·
Apeldoorn 1969-1970 ·
Eupen 1970-1971 ·
Mol 1971-1972 ·
Wenen 1972-1973 ·
Zandvoort 1973-1974 ·
Granada 1974-1975 ·
Moyeuvre-Grande 1975-1976 ·
Bottrop 1976-1977 ·
Zelzate 1977-1978 ·
Emmeloord 1978-1979 ·
Wedel 1979-1980 ·
Hechtel 1980-1981 ·
Emmeloord 1981-1982 ·
Madrid 1982-1983 ·
Franeker 1983-1984 ·
Épinal 1984-1985 ·
Dülmen 1985-1986 ·
Mondorf-les-Bains 1986-1987 ·
Groningen 1987-1988 ·
Bottrop 1989-1990 ·
Mondorf-les-Bains 1990-1991 ·
Grubbenvorst 1991-1992 ·
Wijchen 1992-1993 ·
Wijchen 1993-1994 ·
Wijchen 1994-1995 ·
Wijchen 1995-1996 ·
Wijchen 1996-1997 ·
Wijchen 1997-1998 ·
Wijchen 1998-1999 ·
Hooglede 1999-2000 ·
Duisburg 2000-2001 ·
Wijchen 2001-2002 ·
Amsterdam 2002-2003 ·
Cervera 2003-2004 ·
Hasselt 2004-2005 ·
Kortrijk 2005-2006 ·
Cervera 2006-2007 ·
Carvin 2007-2008 ·
Wijchen 2008-2009 ·
Llinars del Vallès 2009-2010 ·
Haarlo 2010-2011 ·
Cervera 2011-2012 ·
Brandenburg a/d H. 2012-2013 ·
Brandenburg a/d H. 2014-2015 ·
Brandenburg a/d H. 2016-2017 ·
Brandenburg a/d H. 2018-2019 ·
Paiporta 2020-2021